# Lingkok (Sakti)
Lingkok is een bestuurslaag in het regentschap Pidie van de provincie Atjeh, Indonesië. Lingkok telt 515 inwoners (volkstelling 2010).